# Investeringsinitiativet mot effekter av coronaviruset
Investeringsinitiativet mot effekter av coronaviruset (engelska: Coronavirus Response Investment Initiative, CRII) är ett investeringspaket på 37 miljarder euro som föreslogs av Europeiska kommissionen den 13 mars 2020 med syfte att motverka konsekvenserna av coronavirusutbrottet 2020–2021 i Europa. Investeringspaketet syftar till att bland annat stärka medlemsstaternas sjukvårdssystem samt stödja småföretagare och viktiga samhällsfunktioner.
Paketet finansieras inom ramen för unionens sammanhållningspolitik. 8 miljarder tas från icke-spenderade medel från 2019 års EU-budget medan resterande medel tas från 2020 års EU-budget. Genom investeringsinitiativet ställs dessa medel till medlemsstaternas förfogande för att mildra effekterna av virusutbrottet.
Kommissionens förslag till investeringspaket godkändes av Europaparlamentet den 26 mars 2020 och av Europeiska unionens råd den 30 mars 2020. Rättsakten publicerades i Europeiska unionens officiella tidning den 31 mars 2020 och trädde i kraft den 1 april 2020.